# Pericoma taurica
Pericoma taurica är en tvåvingeart som beskrevs av Jezek 1990. Pericoma taurica ingår i släktet Pericoma och familjen fjärilsmyggor.
Artens utbredningsområde är Turkiet. Inga underarter finns listade i Catalogue of Life.